# Елі Деказ
Елі Луї Деказ (фр. Élie Louis Decazes; 28 вересня 1780, Сен-Мартен-де-Лай — 24 жовтня 1860, Деказвіль) — герцог де Глюксберг, французький політик та державний діяч, глава кабінету міністрів з 19 листопада 1819 по 20 лютого 1820.

## Біографія
Син Мішеля, графа Деказа (1747-1832), заступника президіалу Лібурна, і Катрін де Триган де Бомон (1750–1834), брат віконта  Жозефа-Леонарда Деказа. Елі Деказ почав свою діяльність адвокатом, потім був радником паризької апеляційної палати.
Прихильністю до інтересів голландського короля Людовика Бонапарте Деказ викликав невдоволення Наполеона I. У 1814 приєднався до Бурбонів, через що був висланий з Парижа за доби Ста днів. Після битви при Ватерлоо Деказ призначений префектом поліції в Парижі, а потім і міністром загальної поліції.
Здобувши прихильність французького короля Людовіка XVIII, Деказ переконав його в обережній політиці коливань між партіями (політику «коромисла»). Точним дотриманням конституційної хартії Деказ намагався об'єднати всю Францію навколо престолу. Під його впливом була розпущена в 1816 ультрареакційна палата (Chambre introuvable) і проведений в новій палаті закон про вибори 5 лютого 1817, що дав перевагу буржуазії. Після віддалення від справ герцога Армана дю Плессі Рішельє Елі Деказ у званні міністра внутрішніх справ надихав міністерство генерала Дессоля. Знесиливши ворожу йому верхню палату призначенням у неї більше шістдесяти нових перів, Деказ в 1819 році законом про друк заручився підтримкою лібералів.
Бажання Людовіка XVIII змінити виборчі закони 1817 року змусило кабінет Ж.-Ж. Дессоля вийти у відставку, а поступливий Деказ став офіційним головою нового кабінету міністрів. Вбивство Шарля-Фердинанда, герцога Беррійського, накликало на Деказа люті нападки ультрароялістів, і Людовік XVIII змушений був погодитися на його звільнення, дарувавши йому титул герцога Деказа і призначивши послом Франції у Великій Британії.
Коли утворилося міністерство Ж.-Б. Віллеля, Деказ відмовився від посади посла та боровся у верхній палаті проти ультрароялістської партії. На схилі літ Деказ займався промисловими підприємствами, наприклад заснував залізоробний завод у Деказвілі.
По лінії дружини, в 1818 році Деказ отримав від данського короля Фредеріка VI землі і титул герцога Глюксберга (у Франції титул був визнаний в 1822 році). З 1838 року і до смерті в 1860 був великим командором Верховної ради Франції. Елі Деказ помер 24 жовтня 1860 року в Деказвілі.

## Сім'я
- 1-а дружина (1.08.1805): Елізабет Фортюне Мюрер (бл. 1785–1806), дочка графа Оноре Мюрера (1750-1837) і Луїз Елізабет Мішель дю Буше (бл.)

- 2-я дружина (11.08.1818): Ежеді Вільгельмін де Бополь де Сент-Олер (1802—1873), дочка Луї-Клера де Бополя, графа де Сент-Олера (1778— 1854), і Генрієтти де Сеглієр де Бельфор'єр, пані де Суайєкур (1774–1802)

Діти:
- Луї Шарль Елі Аманіє Деказ (1819-1886), герцог де Глюксберг. Дружина: Северин Розалі Вільгельмін Анн Констанс де Левенталь (1845-1911), дочка Жана Батіста де Левенталя (1804-1891) та Октавії Вилежинської (1822-1907)
- Фредерік Ксавье Станіслас Деказ де Глюксберг (1823-1887)
- Генрієтт Вільгельмін Ежені Деказ де Глюксберг (1824-1899). Чоловік (19.04.1845): барон Полен Леопольд Жак Альфонс Лефевр (1811-1886)